# Konrad Kolszewski
Konrad Kolszewski (ur. 9 czerwca 1881 w Gliwicach, zm. w styczniu 1945 w drodze do Sachsenhausen) – polski adwokat, obrońca w procesie dzieci wrzesińskich, działacz społeczny, znawca i kolekcjoner dzieł sztuki.

## Życiorys
Urodził się w rodzinie Józefa i Wandy z Keglów. W 1900 ukończył gimnazjum w Wągrowcu. Studiował na uniwersytetach w Monachium, Berlinie (doktorat w 1903), Wrocławiu, Londynie, Szkole Nauk Politycznych w Paryżu oraz w Seminarium Języków Wschodnich i Akademii Administracyjnej w Berlinie. Był pracownikiem Komisji Kosztów Sądowych Tymczasowej Rady Stanu, wykładowcą na Uniwersytecie Poznańskim i Uniwersytecie Jagiellońskim (prawo administracyjne i polityczne zaboru pruskiego), a także uczestnikiem głośnych procesów politycznych, np. dzieci wrzesińskich. Był członkiem Towarzystwa Czytelni Ludowych, oraz jednym z inicjatorów Towarzystwa Przyjaciół Sztuk Pięknych w Poznaniu. Jako jedyny Polak zasiadał w Radzie Miejskiej m. Poznania (1908–1918). Od 22 września 1909 był mężem Janiny Półkozic-Rymarkiewicz, wnuczki prof. Jana Rymarkiewicza.
W czasie I wojny światowej został wcielony do wojska niemieckiego, przydzielony do Warszawy w charakterze obrońcy wojskowego przy sądzie najwyższym (1917–1918). Od marca 1917 działał w POW. Uczestniczył w rozbrajaniu Niemców w Warszawie. Współdziałał w powstaniu wielkopolskim i powstaniach śląskich. Współorganizował niedoszłe powstanie kaszubskie w Kartuzach. Czynnie uczestniczył w akcji plebiscytowej na Warmii, Mazurach i Górnym Śląsku. Brał udział w pracach Delegacji Polskiej na Konferencję Pokojową w Wersalu przy premierze Ignacym Paderewskim. Jako prawnik podróżował do Genewy, Londynu, Drezna w misjach dyplomatycznych i handlowych. Pod koniec wojny brał czynny udział w początkowej fazie organizacji polskiego sądownictwa, a w 1919 r. został pierwszym prezesem Sądu Apelacyjnego w Poznaniu. Piastował stanowisko prezesa AZS Poznań w latach 1922–1927. Był także działaczem piłkarskim. Udzielał się w organizacjach kombatanckich.
W 1933 objął prezesurę Stowarzyszenia Polonia-Italia w Poznaniu, pierwszej w Poznaniu i w Wielkopolsce organizacji polsko-włoskiej, która powstała w 1926 roku jako poznański oddział rzymskiego Stowarzyszenia Dante Alighieri (Società Dante Alighieri). Stowarzyszenie rozwijało intensywną działalność popularyzującą włoską kulturę, literaturę i język wśród mieszkańców Poznania i regionu. W czasie jego prezesury w latach 30. XX w. członkowie Stowarzyszenia „Polonia-Italia” wraz z mieszkańcami miasta regularnie uczestniczyli w uroczystościach, upamiętniających udział włoskiego żołnierza Novizzo Cittadiniego w Powstaniu Wielkopolskim.
Dzięki niemu Biblioteka Uniwersytecka w Poznaniu wzbogaciła księgozbiór. Muzeum Narodowemu w Poznaniu przekazał kolekcję masek mumiowych z Deir el Bahari, które otrzymał w prezencie od brytyjskiego wicekróla Egiptu.
We wrześniu 1939 brał udział w pracach Sądu Wojennego w Warszawie. Aresztowany 1944 roku. Uwięziony w Poznaniu, w Domu Żołnierza, torturowany i przekazany do Obozu w Żabikowie 11 stycznia 1945 roku. Stamtąd ewakuowany ostatnim transportem więźniów (21/22 stycznia 1945) i zamordowany w drodze do obozu w Sachsenhausen, 25 stycznia 1945 roku.

## Ordery i odznaczenia
- Krzyż Niepodległości (16 marca 1937)[8]
- Złoty Krzyż Zasługi[1]
- Medal Pamiątkowy za Wojnę 1918–1921[1]
- Medal 3 Maja[1]
- Krzyż Komandorski Orderu Korony Włoch (Włochy)[1]
- Krzyż Oficerski Orderu Korony Włoch (Włochy)[1]
- Order Palm Akademickich (Francja)[1]